# È questa vita un lampo

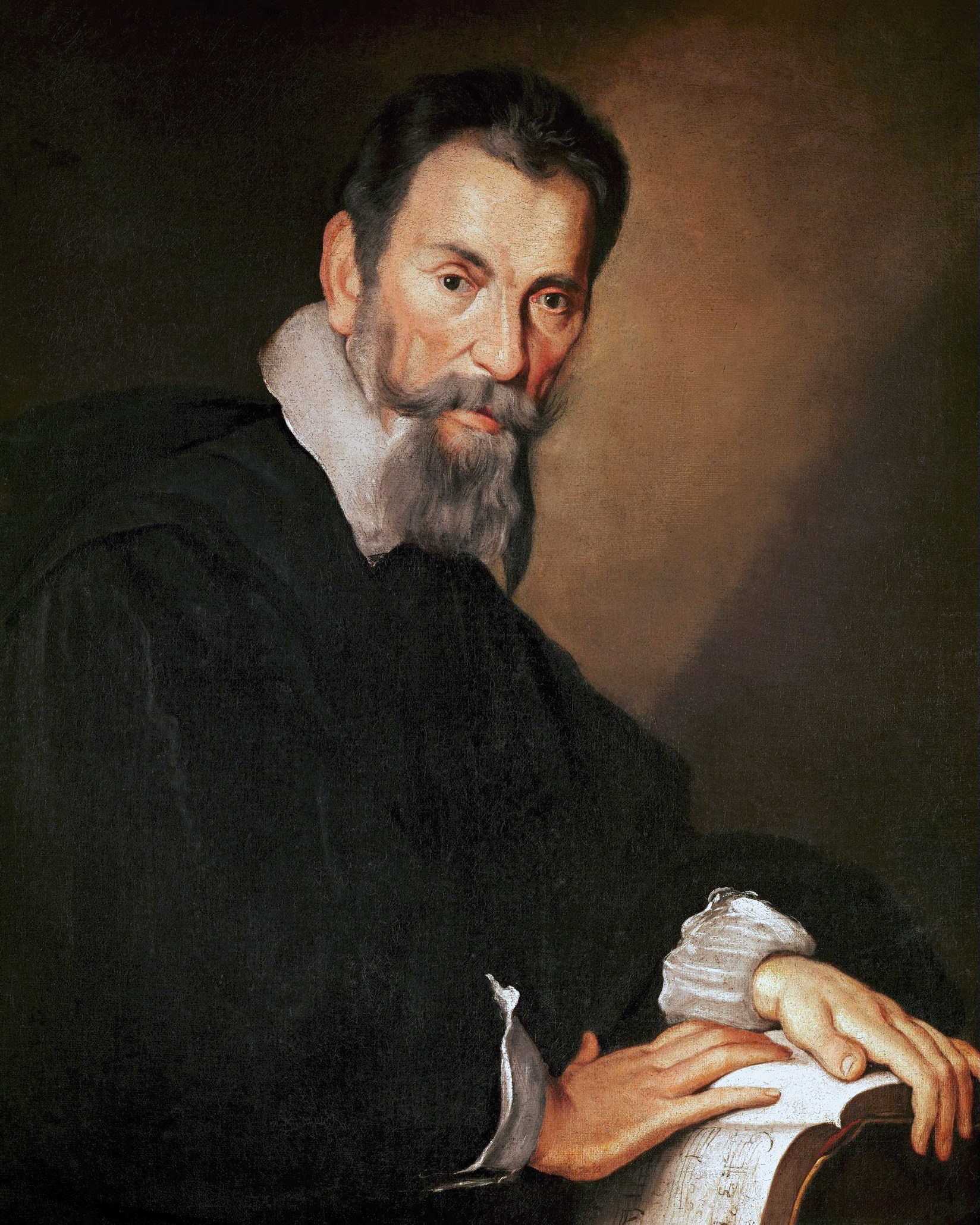
Claudio Monteverdi

È questa vita un lampo is een compositie van de van oorsprong Lombardische componist Claudio Monteverdi, verschenen in 1641. Het stuk is geschreven voor vijfstemmig (SSATB) koor en continuo en bezingt de vergankelijkheid van het leven. De tekst van het stuk is geschreven door de benedictijner pater en dichter van de vroege barok Angelo Grillo.

## Tekst
È questa vita un lampo
Ch’all’apparir dispare
In questo mortal campo.
Che se miro il passato,
E già morto
Il futuro ancor non nato,
Il presente sparito
Non ben ancor apparito.
Ahi, lampo fuggitivo:
e sì m’alletta,
e dopp’ il lampo
pur vien la saetta.

### In vrije vertaling
Het leven is een bliksemflits
die al bij het verschijnen verdwijnt
op deze dodenakker.
die zich spiegelt, in het verleden
dat al dood is
en in de toekomst die nog niet geboren is,
het heden is verdwenen
alsof het nog niet verschenen is.
Ach, vluchtige bliksem:
die mij steeds opnieuw verleidt,
Maar na de bliksem
komt slechts bliksem.